# Francesc Mulet Jiménez
Francesc Mulet Jiménez (Valldemossa, 1972) és un polític mallorquí, que des del 30 de maig de 2009 fins al 19 de maig de 2010, i de juny de 2011 a juny de 2012 va ser el batle de Valldemossa, a conseqüència de l'acord de govern signat entre La Valldemossa que Volem, el Grup Independent de Valldemossa, i Unió Mallorquina de Valldemossa.

## Activitat política
L'any 2003 fou el cap de llista d'Unió Mallorquina i va assumir el càrrec de regidor juntament amb Gaspar Mas. Tot i que en aquella legislatura el PPIB només tenia quatre d'un total de nou regidors, no va ser possible que les altres forces (La Valldemossa que Volem, amb dos regidors, i el Grup Independent de Valldemossa, amb un) arribassin a un pacte de govern, de manera que els populars ostentaren la batlia en minoria.
A les eleccions de 2007 Xisco Mulet va repetir com a candidat a la batlia, i va ser l'únic regidor electe d'UM. Arran del pacte amb La Valldemossa que Volem i el Grup Independent de Valldemossa, el 30 de maig de 2009 fou nomenat batle en substitució de Jaume Vila Mulet, pel termini d'un any. Després d'aquest període deixà el càrrec a Nadal Torres Bujosa, representant del Grup Independent de Valldemossa. Al marge d'això, Xisco Mulet ostentà com a regidor la responsabilitat de les àrees de joventut, cultura i festes.
L'any 2011, UM de Valldemossa es va presentar a les eleccions municipals com a Convergència per les Illes, també amb Mulet com a cap de llista. Tot i que només aconseguí un únic regidor, la reedició del pacte amb els tres grups va permetre que l'onze de juny de 2011 Xisco Mulet assolís novament la batlia durant el primer any de la legislatura.